# Пуйне
Пуйне́ (фр. Pouillenay) — коммуна во Франции, находится в регионе Бургундия. Департамент коммуны — Кот-д’Ор. Входит в состав кантона Венаре-Ле-Лом. Округ коммуны — Монбар.
Код INSEE коммуны — 21500.

## Население
Население коммуны на 2010 год составляло 568 человек.
| 1962 | 1968 | 1975 | 1982 | 1990 | 1999 | 2010 |
| ---- | ---- | ---- | ---- | ---- | ---- | ---- |
| 604  | 636  | 536  | 481  | 523  | 538  | 568  |

## Экономика
В 2010 году среди 371 человека трудоспособного возраста (15—64 лет) 301 были экономически активными, 70 — неактивными (показатель активности — 81,1 %, в 1999 году было 73,1 %). Из 301 активных жителей работали 275 человек (140 мужчин и 135 женщин), безработных было 26 (9 мужчин и 17 женщин). Среди 70 неактивных 30 человек были учениками или студентами, 30 — пенсионерами, 10 были неактивными по другим причинам.